# Clemens Lothaller
Clemens Lothaller (* 8. Mai 1963 in Wien, Österreich) ist ein österreichischer Arzt. Er war Ersatzmann für den Raumflug Sojus TM-13 im Jahr 1991.

## Raumfahrtprogramm
Im Oktober 1981 begann Lothaller sein Studium der Medizin an der Universität Wien. Kurz nach Beginn seines Studiums wurde er im Jahr 1982 Mitglied der katholischen Studentenverbindung KÖStV Austria Wien im ÖCV. Nach Erlangung des Doktorgrades an der Universität Wien im Jahr 1987 wurde er am 6. Oktober 1989 als Kosmonaut der österreichischen Gruppe für den Flug eines sowjetischen Sojus-Raumschiffs zur sowjetischen Raumstation Mir ausgewählt. Er war neben Alexander Stepanowitsch Wiktorenko (Kommandant) und Talghat Mussabajew (Bordingenieur) in der Ersatzmannschaft für den Österreicher Franz Viehböck vorgesehen, kam aber nicht zum Einsatz und schied am 10. Oktober 1991 aus dem Programm aus.
Im Jahr 1992, von Juli bis November, war Lothaller einer von fünf Kandidaten aus Österreich bei der Astronautenauswahl der ESA für das geplante europäische Weltraumlabor. 1998 stand er auf einer Liste von 25 Kandidaten des European Astronauts Board Selection (EASB). Bei beiden Programmen kam er nicht zum Einsatz.

### Auszeichnungen
Der österreichische Bundespräsident Kurt Waldheim verlieh Lothaller und Viehböck nach der Sojus-Mission das Große Goldene Ehrenzeichen der Republik Österreich. Auch durch die Sowjetunion wurden die beiden Kosmonauten geehrt: Am 4. November 1991 verlieh ihnen in Moskau Präsident Gorbatschow den Orden der Völkerfreundschaft, die höchste für Ausländer vorgesehene Auszeichnung.

## Sonstiges
Clemens Lothaller betreibt eine neurochirurgische Praxis in Wien und ist als Oberarzt an der neurochirurgischen Abteilung des Donauspitals tätig.

## Werke
- Franz Viehböck / Clemens Lothaller: Austromir '91. Der österreichische Schritt ins Raumzeitalter. Edition Tau, Bad Sauerbrunn 1991, ISBN 3-900977-27-5